# Basilissopsis regina
Basilissopsis regina is een slakkensoort uit de familie van de Seguenziidae. De wetenschappelijke naam van de soort is voor het eerst geldig gepubliceerd in 1983 door Marshall.